# Bahnstrecke Le Teil–Alès
| Ehemaliger Bahnhof Vogüé, September 2017 |                      |                                                               |                                                               |
| Streckennummer (SNCF): | 805 000              |                                                               |                                                               |
| Streckenlänge: | 71 km                |                                                               |                                                               |
| Spurweite: | 1435 mm (Normalspur) |                                                               |                                                               |
| Maximale Neigung: | 16 ‰                 |                                                               |                                                               |
| |                      |                                                               |                                                               |
| \| \| \| Bahnstrecke Givors-Canal–Grezan von Givors-Canal \| \| \| \| 665,6 \| Le Teil \| 72 m \| \| \| \| Bahnstrecke Givors-Canal–Grezan nach Nîmes \| \| \| \| 668,6 \| Tunnel de Charonsac (110 m) \| Tunnel de Charonsac (110 m) \| \| \| 669,7 \| Tunnel de Saint-Pierre (132 m) \| Tunnel de Saint-Pierre (132 m) \| \| \| 669,9 \| Frayol (150 m) \| Frayol (150 m) \| \| \| 670,4 \| Viaduc (142 m) \| Viaduc (142 m) \| \| \| 670,7 \| Avents (58 m) \| Avents (58 m) \| \| \| 672,5 \| Tunnel d’Aubignas (893 m) \| Tunnel d’Aubignas (893 m) \| \| \| 673,8 \| Aubignas-Alba \| 240 m \| \| \| 674,5 \| Streckenende \| Streckenende \| \| \| 675,7 \| Tunnel de Téoulemale (102 m) \| Tunnel de Téoulemale (102 m) \| \| \| 675,9 \| Viaduc de Téoulemale (96 m) \| Viaduc de Téoulemale (96 m) \| \| \| 676,4 \| Bobiscon (72 m) \| Bobiscon (72 m) \| \| \| 677,3 \| Chambeau (66 m) \| Chambeau (66 m) \| \| \| 681,1 \| Saint-Jean-le-Centenier \| 307 m \| \| \| 682,0 \| Claduègne (154 m) \| Claduègne (154 m) \| \| \| 685,2 \| Le Gazel (72 m) \| Le Gazel (72 m) \| \| \| 685,6 \| Argentelle (49 m) \| Argentelle (49 m) \| \| \| 687,6 \| Villeneuve-de-Berg \| 222 m \| \| \| 692,4 \| Auzon (270 m) \| Auzon (270 m) \| \| \| 692,4 \| Auzon (68 m) \| Auzon (68 m) \| \| \| \| Bahnstrecke Vogüé–Lalevade-d’Ardèche v. Lalevade-d’A. \| \| \| \| 692,9 \| Vogüé \| 168 m \| \| \| 694,0 \| Vendoule (95m) \| Vendoule (95m) \| \| \| 696,1 \| Lutte (160 m) \| Lutte (160 m) \| \| \| 697,7 \| Balazuc \| 160 m \| \| \| 678,0 \| Galerie de Plagues (202 m) \| Galerie de Plagues (202 m) \| \| \| 699,0 \| Combasse (131 m) \| Combasse (131 m) \| \| \| 702,1 \| Brücke (68 m) \| Brücke (68 m) \| \| \| 702,5 \| Pradons \| 137 m \| \| \| 705,8 \| Ruoms-Vallon \| 123 m \| \| \| \| Tramways de l’Ardèche (TA) nach Vallon-Pont-d'Arc (Meterspur) \| \| \| \| 709,4 \| Ardèche (220 m) \| Ardèche (220 m) \| \| \| 712,7 \| Grospierres \| 112 m \| \| \| 719,6 \| Beaulieu-Berrias \| 129 m \| \| \| 721,7 \| Tunnel de Peyrol (121 m) \| Tunnel de Peyrol (121 m) \| \| \| 722,8 \| Galerie de Rouveyrols (109 m) \| Galerie de Rouveyrols (109 m) \| \| \| 724,5 \| Galerie de Cheyrez (52 m) \| Galerie de Cheyrez (52 m) \| \| \| \| Brücke \| \| \| \| 727,0 \| Tunnel des Avelas (689 m) \| Tunnel des Avelas (689 m) \| \| \| \| TA nach Les Vans und Aubenas \| \| \| \| 728,0 \| Saint-Paul-le-Jeune \| 255 m \| \| \| 728,7 \| Tunnel de Saint-Paul-le-Jeune (909 m) \| Tunnel de Saint-Paul-le-Jeune (909 m) \| \| \| ~729,9 \| Grenze Département Ardèche / Gard \| Grenze Département Ardèche / Gard \| \| \| \| Chemins de fer des mines de Banne \| \| \| \| 733,2 \| Gagnières \| 193 m \| \| \| \| Neubau Brücke, 1879 \| \| \| \| 735,5 \| Ganière (160 m, Brücke zerstört)[2] \| Ganière (160 m, Brücke zerstört)[2] \| \| \| \| \| \| \| \| 734,9 \| Tunnel du Moulinas (119 m) \| Tunnel du Moulinas (119 m) \| \| \| 735,5 \| Cèze (134 m) \| Cèze (134 m) \| \| \| \| Abzweig nach Bessèges \| \| \| \| 736,0 \| Abzweig nach La Valette (Minenbahn) \| Abzweig nach La Valette (Minenbahn) \| \| \| 736,2 2,5 \| Robiac \| 168 m \| \| \| 738,5 \| Tunnel de Perret (71 m) \| Tunnel de Perret (71 m) \| \| \| 739,1 \| Gammal \| 162 m \| \| \| 740,7 \| Molières-sur-Cèze \| 158 m \| \| \| 743,6 \| Tunnel de Playsse (126 m) \| Tunnel de Playsse (126 m) \| \| \| 745,1 \| Saint-Ambroix \| 151 m \| \| \| 745,4 \| Tunnel de Saint-Ambroix (275 m) \| Tunnel de Saint-Ambroix (275 m) \| \| \| 745,8 \| Galerie de Saint-Ambroix (26 m) \| Galerie de Saint-Ambroix (26 m) \| \| \| 747,6 \| Galerie du Moulinet \| Galerie du Moulinet \| \| \| 749,5 \| Tunnel de Saint-Julien (81 m) \| Tunnel de Saint-Julien (81 m) \| \| \| \| Bahnstrecke Le Martinet–Beaucaire von Le Martinet \| \| \| \| 750,7 \| Saint-Julien-Les Fumades \| 168 m \| \| \| 751,0 \| Auzonnet (176 m) \| Auzonnet (176 m) \| \| \| 754,3 \| Bahnstrecke Le Martinet–Beaucaire nach Beaucaire \| Bahnstrecke Le Martinet–Beaucaire nach Beaucaire \| \| \| \| Gleisanschlüsse \| \| \| \| 756,5 \| Salindres \| 188 m \| \| \| \| Cevennenbahn von Saint-Germain-des-Fossés \| \| \| \| 673,6 \| Tunnel du Pèlerin (210 m) \| Tunnel du Pèlerin (210 m) \| \| \| 674,1 \| Alès \| 135 m \| \| \| \| Cevennenbahn nach Nîmes-C. \| \| |                      |                                                               |                                                               |
| |                      | Bahnstrecke Givors-Canal–Grezan von Givors-Canal              |                                                               |
| Dienststation / Betriebs- oder Güterbahnhof | 665,6                | Le Teil                                                       | 72 m                                                          |
| Abzweig geradeaus und nach links |                      | Bahnstrecke Givors-Canal–Grezan nach Nîmes                    | Bahnstrecke Givors-Canal–Grezan nach Nîmes                    |
| Tunnel | 668,6                | Tunnel de Charonsac (110 m)                                   | Tunnel de Charonsac (110 m)                                   |
| Tunnel | 669,7                | Tunnel de Saint-Pierre (132 m)                                | Tunnel de Saint-Pierre (132 m)                                |
| Brücke über Wasserlauf | 669,9                | Frayol (150 m)                                                | Frayol (150 m)                                                |
| Brücke | 670,4                | Viaduc (142 m)                                                | Viaduc (142 m)                                                |
| Brücke über Wasserlauf | 670,7                | Avents (58 m)                                                 | Avents (58 m)                                                 |
| Tunnel | 672,5                | Tunnel d’Aubignas (893 m)                                     | Tunnel d’Aubignas (893 m)                                     |
| ehemaliger Bahnhof | 673,8                | Aubignas-Alba                                                 | 240 m                                                         |
| | 674,5                | Streckenende                                                  | Streckenende                                                  |
| Tunnel (Strecke außer Betrieb) | 675,7                | Tunnel de Téoulemale (102 m)                                  | Tunnel de Téoulemale (102 m)                                  |
| Brücke über Wasserlauf (Strecke außer Betrieb) | 675,9                | Viaduc de Téoulemale (96 m)                                   | Viaduc de Téoulemale (96 m)                                   |
| Brücke über Wasserlauf (Strecke außer Betrieb) | 676,4                | Bobiscon (72 m)                                               | Bobiscon (72 m)                                               |
| Brücke über Wasserlauf (Strecke außer Betrieb) | 677,3                | Chambeau (66 m)                                               | Chambeau (66 m)                                               |
| Bahnhof (Strecke außer Betrieb) | 681,1                | Saint-Jean-le-Centenier                                       | 307 m                                                         |
| Brücke über Wasserlauf (Strecke außer Betrieb) | 682,0                | Claduègne (154 m)                                             | Claduègne (154 m)                                             |
| Brücke über Wasserlauf (Strecke außer Betrieb) | 685,2                | Le Gazel (72 m)                                               | Le Gazel (72 m)                                               |
| Brücke über Wasserlauf (Strecke außer Betrieb) | 685,6                | Argentelle (49 m)                                             | Argentelle (49 m)                                             |
| Bahnhof (Strecke außer Betrieb) | 687,6                | Villeneuve-de-Berg                                            | 222 m                                                         |
| Brücke über Wasserlauf (Strecke außer Betrieb) | 692,4                | Auzon (270 m)                                                 | Auzon (270 m)                                                 |
| Brücke über Wasserlauf (Strecke außer Betrieb) | 692,4                | Auzon (68 m)                                                  | Auzon (68 m)                                                  |
| Abzweig geradeaus und von rechts (Strecke außer Betrieb) |                      | Bahnstrecke Vogüé–Lalevade-d’Ardèche v. Lalevade-d’A.         | Bahnstrecke Vogüé–Lalevade-d’Ardèche v. Lalevade-d’A.         |
| Bahnhof (Strecke außer Betrieb) | 692,9                | Vogüé                                                         | 168 m                                                         |
| Brücke über Wasserlauf (Strecke außer Betrieb) | 694,0                | Vendoule (95m)                                                | Vendoule (95m)                                                |
| Brücke über Wasserlauf (Strecke außer Betrieb) | 696,1                | Lutte (160 m)                                                 | Lutte (160 m)                                                 |
| Bahnhof (Strecke außer Betrieb) | 697,7                | Balazuc                                                       | 160 m                                                         |
| Tunnel (Strecke außer Betrieb) | 678,0                | Galerie de Plagues (202 m)                                    | Galerie de Plagues (202 m)                                    |
| Brücke über Wasserlauf (Strecke außer Betrieb) | 699,0                | Combasse (131 m)                                              | Combasse (131 m)                                              |
| Brücke (Strecke außer Betrieb) | 702,1                | Brücke (68 m)                                                 | Brücke (68 m)                                                 |
| Bahnhof (Strecke außer Betrieb) | 702,5                | Pradons                                                       | 137 m                                                         |
| Bahnhof (Strecke außer Betrieb) · U-Bahn-Kopfbahnhof Streckenanfang | 705,8                | Ruoms-Vallon                                                  | 123 m                                                         |
| Strecke · U-Bahn-Strecke nach links (außer Betrieb) |                      | Tramways de l’Ardèche (TA) nach Vallon-Pont-d'Arc (Meterspur) | Tramways de l’Ardèche (TA) nach Vallon-Pont-d'Arc (Meterspur) |
| Brücke über Wasserlauf (Strecke außer Betrieb) | 709,4                | Ardèche (220 m)                                               | Ardèche (220 m)                                               |
| Bahnhof (Strecke außer Betrieb) | 712,7                | Grospierres                                                   | 112 m                                                         |
| Bahnhof (Strecke außer Betrieb) | 719,6                | Beaulieu-Berrias                                              | 129 m                                                         |
| Tunnel (Strecke außer Betrieb) | 721,7                | Tunnel de Peyrol (121 m)                                      | Tunnel de Peyrol (121 m)                                      |
| Tunnel (Strecke außer Betrieb) | 722,8                | Galerie de Rouveyrols (109 m)                                 | Galerie de Rouveyrols (109 m)                                 |
| Tunnel (Strecke außer Betrieb) | 724,5                | Galerie de Cheyrez (52 m)                                     | Galerie de Cheyrez (52 m)                                     |
| Brücke (Strecke außer Betrieb) |                      | Brücke                                                        | Brücke                                                        |
| Tunnel (Strecke außer Betrieb) | 727,0                | Tunnel des Avelas (689 m)                                     | Tunnel des Avelas (689 m)                                     |
| U-Bahn-Strecke von rechts (außer Betrieb) · Strecke |                      | TA nach Les Vans und Aubenas                                  | TA nach Les Vans und Aubenas                                  |
| U-Bahn-Kopfbahnhof Streckenende · Bahnhof (Strecke außer Betrieb) | 728,0                | Saint-Paul-le-Jeune                                           | 255 m                                                         |
| Tunnel (Strecke außer Betrieb) | 728,7                | Tunnel de Saint-Paul-le-Jeune (909 m)                         | Tunnel de Saint-Paul-le-Jeune (909 m)                         |
| Grenze (Strecke außer Betrieb) | ~729,9               | Grenze Département Ardèche / Gard                             | Grenze Département Ardèche / Gard                             |
| U-Bahn-Betriebsstelle Streckenende und quer (Strecke außer Betrieb) · Dienststation / Betriebs- oder Güterbahnhof |                      | Chemins de fer des mines de Banne                             | Chemins de fer des mines de Banne                             |
| Bahnhof (Strecke außer Betrieb) | 733,2                | Gagnières                                                     | 193 m                                                         |
| |                      | Neubau Brücke, 1879                                           |                                                               |
| Brücke über Wasserlauf | 735,5                | Ganière (160 m, Brücke zerstört)                              | Ganière (160 m, Brücke zerstört)                              |
| |                      |                                                               |                                                               |
| Tunnel (Strecke außer Betrieb) | 734,9                | Tunnel du Moulinas (119 m)                                    | Tunnel du Moulinas (119 m)                                    |
| Brücke über Wasserlauf (Strecke außer Betrieb) | 735,5                | Cèze (134 m)                                                  | Cèze (134 m)                                                  |
| Abzweig ehemals geradeaus und von rechts |                      | Abzweig nach Bessèges                                         | Abzweig nach Bessèges                                         |
| Abzweig geradeaus und ehemals von rechts | 736,0                | Abzweig nach La Valette (Minenbahn)                           | Abzweig nach La Valette (Minenbahn)                           |
| ehemaliger Dienststation / Betriebs- oder Güterbahnhof | 736,2 2,5            | Robiac                                                        | 168 m                                                         |
| Tunnel | 738,5                | Tunnel de Perret (71 m)                                       | Tunnel de Perret (71 m)                                       |
| ehemaliger Bahnhof | 739,1                | Gammal                                                        | 162 m                                                         |
| ehemaliger Bahnhof | 740,7                | Molières-sur-Cèze                                             | 158 m                                                         |
| Tunnel | 743,6                | Tunnel de Playsse (126 m)                                     | Tunnel de Playsse (126 m)                                     |
| ehemaliger Bahnhof | 745,1                | Saint-Ambroix                                                 | 151 m                                                         |
| Tunnel | 745,4                | Tunnel de Saint-Ambroix (275 m)                               | Tunnel de Saint-Ambroix (275 m)                               |
| Tunnel | 745,8                | Galerie de Saint-Ambroix (26 m)                               | Galerie de Saint-Ambroix (26 m)                               |
| Tunnel | 747,6                | Galerie du Moulinet                                           | Galerie du Moulinet                                           |
| Tunnel | 749,5                | Tunnel de Saint-Julien (81 m)                                 | Tunnel de Saint-Julien (81 m)                                 |
| Abzweig geradeaus und von rechts |                      | Bahnstrecke Le Martinet–Beaucaire von Le Martinet             | Bahnstrecke Le Martinet–Beaucaire von Le Martinet             |
| ehemaliger Bahnhof | 750,7                | Saint-Julien-Les Fumades                                      | 168 m                                                         |
| Brücke über Wasserlauf | 751,0                | Auzonnet (176 m)                                              | Auzonnet (176 m)                                              |
| Abzweig geradeaus und ehemals nach links | 754,3                | Bahnstrecke Le Martinet–Beaucaire nach Beaucaire              | Bahnstrecke Le Martinet–Beaucaire nach Beaucaire              |
| Abzweig geradeaus und nach links |                      | Gleisanschlüsse                                               | Gleisanschlüsse                                               |
| ehemaliger Bahnhof | 756,5                | Salindres                                                     | 188 m                                                         |
| Abzweig geradeaus und von rechts |                      | Cevennenbahn von Saint-Germain-des-Fossés                     | Cevennenbahn von Saint-Germain-des-Fossés                     |
| Tunnel | 673,6                | Tunnel du Pèlerin (210 m)                                     | Tunnel du Pèlerin (210 m)                                     |
| Bahnhof | 674,1                | Alès                                                          | 135 m                                                         |
| |                      | Cevennenbahn nach Nîmes-C.                                    |                                                               |

Die Bahnstrecke Le Teil–Alès war eine 71 km lange, eingleisige Eisenbahnstrecke in Südfrankreich. Sie verband die Bahnstrecke Givors-Canal–Grezan im Osten mit der Cevennenbahn im Westen. Zwischen dem 11. September 1871 und dem 20. September 1991 war sie in Betrieb, heute werden nur noch an beiden Enden kurze Abschnitte als Anschlussgleise benutzt. Die Strecke verläuft auf vorwiegend ebenem Geländeprofil, das nur eine maximale Steigung von 16 ‰ notwendig und nur wenige Ingenieurbauwerke erforderlich waren. Die Streckenkilometrierung beginnt in Paris-Gare-de-Lyon und führt über Dijon, Givors-Canal und Le Teil.

## Geschichte
Ausgangspunkt für die Planungen war das Erzminengebiet rund um Bessèges. Man wünschte sich dort bessere Verkehrswege zum Absatz ihrer Rohstoffe. Die dortige Minengesellschaft Compagnie des houillères de Bessèges gründete daher die Compagnie du chemin de fer de Bessèges à Alais, die mit dem Minister für öffentliche Arbeiten am 7. Juni 1854 eine Konzessionsvereinbarung für den Bau und Betrieb einer Bahnstrecke nach Alès unterzeichnete. Bereits ein Jahr später, am 17. März 1855 wurde die Bahngesellschaft mit der neu gegründeten Chemins de fer de Paris à Lyon et à la Méditerranée (PLM) fusioniert. Diese Verschmelzung war durch ein kaiserliches Dekret am 10. Februar 1866 abgeschlossen.
Die Erteilung der Konzession von Alès bis Robiac erfolgte am 7. Juni 1854. Die Eröffnung einschließlich des 2,5 km langen Stichstrecke zum Betriebsgelände fand am 31. August 1857 statt. Am 29. Mai 1867 wurde der Konzessionsantrag der Verlängerung bis Le Teil genehmigt und die Strecke für gemeinnützig erklärt. Die Gesamtstrecke stand ab dem 11. September 1871 bis Gagnières und vom 22. Mai 1876 in voller Länge zur Verfügung. Im Zweiten Weltkrieg war der Verkehr 1940 über mehrere Monate sowohl für den Güter- als auch den Personenverkehr unterbrochen. Eine endgültige Schließung im Reiseverkehr erging für den östlichen Streckenteil zwischen Le Teil und Robiac am 9. März 1969 und am 7. Juli 2012 wegen akuter Gleisschäden. Der Frachtverkehr kam in mehreren Schritten zwischen 1971 und 1990 zu Stillstand.
Eine Wiedereröffnung zwischen Alès und Bessèges wird zwischen der SNCF und der Region Okzitanien diskutiert.